# Plinia callosa
Plinia callosa är en myrtenväxtart som beskrevs av Marcos Sobral. Plinia callosa ingår i släktet Plinia och familjen myrtenväxter. Inga underarter finns listade i Catalogue of Life.